# Phyllanthus edmundoi
Phyllanthus edmundoi är en emblikaväxtart som beskrevs av L.J.M.Santiago. Phyllanthus edmundoi ingår i släktet Phyllanthus och familjen emblikaväxter. Inga underarter finns listade i Catalogue of Life.